# Nel paese delle ultime cose
Nel paese delle ultime cose (In the Country of Last Things) è un romanzo distopico dello scrittore Paul Auster, pubblicato negli Stati Uniti nel 1987.
Il romanzo, in forma epistolare, racconta l'esperienza di una ragazza che si ritrova intrappolata in un luogo della Terra in rapido disfacimento, fisico e morale.

## Trama
Anna Blume è una ragazza che decide di raccontare ad un vecchio amico quello che ha vissuto e sta vivendo in una città martoriata della quale non viene mai detto il nome né data una collocazione. Lei proviene da un'altra area del mondo che si presume non abbia raggiunto questo livello di degrado. Il motivo del suo viaggio è la ricerca del fratello giornalista che, appunto, dopo essere giunto in questo paese, non ha dato più notizie di sé.
In questo paese non ci sono più attività produttive e l'autorità cittadina si preoccupa solo di non far uscire nessuno, e di raccogliere i morti dalle strade, non tanto come misura a salvaguardia della salute pubblica, quanto perché poi i corpi possano essere utilizzati per produrre preziosissimo combustibile.
Le ricerche non hanno successo, ma intanto Anna si adatta rapidamente al contesto dandosi alla ricerca di oggetti abbandonati che possano essere rivenduti. È un'attività dura, ma non ci sono molte alternative se si vuole sopravvivere. Un giorno la ragazza salva la vita ad Isabel, una donna più anziana e malata, che le dà un tetto. La convivenza ha i suoi lati negativi costituiti dalla presenza di Ferdinand, il compagno di Isabel, che un giorno cerca di violentarla. Lei reagisce con ancora più violenza causandone, in pratica, la morte. In seguito Isabel peggiora e muore lasciando ad Anna diversi beni e la casa. Questa però viene occupata ed Anna è costretta a scappare.
Alla ricerca del fratello William, la ragazza finisce per trovare il contatto che questi aveva nella città, Samuel Farr. Questi vive isolato in un locale all'interno della biblioteca cittadina, dove è tutto intento a scrivere un libro sulla stessa città. Dopo l'iniziale diffidenza, Anna viene accolta e tra i due nasce un idillio che, unito ad una situazione economica momentaneamente positiva, fa vivere alla ragazza un periodo che può definirsi positivo, pur nel contesto degradato in cui si trovano.
Restata incinta, per comprare delle scarpe nuove, si fida di un personaggio viscido che la vende per ucciderla. Accortasi appena in tempo del rischio che sta per correre, fugge gettandosi da una finestra. Quando si risveglia scopre di essere viva per miracolo, ospite della lussuosa Casa Woburn, dove un gruppo di poche persone, capitanate dalla padrona di casa Victoria, raccoglie dalla strada e cura un numero limitato di disagiati. Anna è stata dunque fortunatissima, ma al tempo stesso ha perso il bambino e viene a sapere dell'incendio alla biblioteca nel quale molto probabilmente il suo Sam è rimasto ucciso.
Victoria apprezza le qualità di Anna che, una volta guarita entra a far parte del personale di questa particolare casa di cura. Con la padrona di casa nasce poi anche una tenera storia d'amore, interrotta dal ritrovamento, anche questo miracoloso, di Sam. La magnanimità di Victoria permette ad Anna di portare Sam in casa, di curarlo e di dargli poi un impiego come "finto medico" nella casa, che però versa sempre più in cattive acque, essendo esuriti tutti i beni con i quali sostenersi.
La pietà verso un dipendente morto costa carissimo a Victoria che, per aver seppellito l'uomo, anziché consegnarlo alle autorità, subisce una repressione della polizia, che scatena la follia omicida di un altro dipendente, sancendo la definitiva chiusura di Casa Woburn.
A Victoria, Anna, Sam e al benefattore Boris, non resta altro che tentare la fuga, dopo aver messo a posto l'automobile appositamente tenuta in serbo per le emergenze.

## Trasposizione cinematografica
Dal romanzo è in corso di produzione un film cortometraggio nel 2014, per la regia di Alejandro Chomski.

## Edizioni
- Paul Auster, Il paese delle ultime cose, traduzione di Monica Sperandini, collana Narratori della Fenice, Guanda, 1996,  p. 175, ISBN 88-7746-563-8.
- Paul Auster, Nel paese delle ultime cose, traduzione di Monica Sperandini, collana Einaudi Tascabili Scrittori, Einaudi, 2003,  p. 167, ISBN 88-06-16545-3.